# خلیستوو
خلیستوو (به چکی: Chlistov) یک منطقهٔ مسکونی در جمهوری چک است که در ناحیه کلاتووی واقع شده‌است. خلیستوو ۳٫۹۲ کیلومتر مربع مساحت و ۱۱۳ نفر جمعیت دارد و ۵۲۷ متر بالاتر از سطح دریا واقع شده‌است.